# Leandro Almeida
Leandro Almeida da Silva (Belo Horizonte, 14 marzo 1987) è un calciatore brasiliano, difensore dello Xagħra Utd.